# Leons Massacre
Leons Massacre ist eine österreichische Metal-Band aus Deutschlandsberg. Der Bandname leitet sich vom Film Léon – Der Profi ab.

## Geschichte
Leons Massacre wurde 2009 von Frontmann Alexander „Alex“ Sommerhuber, Gitarrist Martin „Matt“ Koinegg, Bassist Clemens „Cle“ Bückner und Schlagzeuger Stefan „Steve“ Hadler gegründet. Nach ersten Demo-Songs folgte das Debütalbum World=Exile, das am 11. November 2011 über das deutsche Plattenlabel Deafground Records erschien. Die Musik besteht aus einer Mischung aus Nu Metal, Hardcore Punk und Metalcore. Im September 2011 veröffentlichte die Band ihr erstes Musikvideo There's No Time to Write a Poem. Im Frühjahr 2012 wechselte Stefan „Steve“ Hadler zur Gitarre. Er wurde durch Martin „MJ“ Sackl auf den Drums ersetzt.
Am 7. Dezember 2012, ein Jahr nach ihrem Debüt, erschien ihr zweites Album Turning Point über das Musiklabel Noizgate Records. Der Titel steht nicht nur für ihre musikalischen Veränderungen, sondern auch für den Wendepunkt, als Steve, eines der Gründungsmitglieder, die Band verließ und durch Philipp „Phil“ Ferrari ersetzt wurde. Im November 2014 begab sich die Band zum ersten Mal auf eine längere Tour durch Osteuropa, Russland und die Ukraine, um ihr neues Musikvideo This Earth Is Priceless zu promoten. Nach erfolgreicher Tour und dem Release des Musikvideos, begann die Band an neuem Material zu arbeiten.
Im Frühjahr 2014 verließ Martin „MJ“ Sackl die Band. Er wurde durch Philipp „Figo“ Kollmützer ersetzt. Im Frühjahr 2015 unterschrieb Leons Massacre einen Plattenvertrag bei Go With Me (Bullion Records) und veröffentlichte ihr drittes Album Dark Matter am 10. Juni in Japan.

## Diskografie

### Alben
- 2011: World=Exile (Deafground Records)
- 2012: Turning Point (Noizgate Records)
- 2015: Dark Matter (Noizgate Records, Go With Me Records)
- 2019: IIII (Leons Massacre)

### Single
- 2014: This Earth Is Priceless (Noizgate Records)
- 2016: Shattered Paths (Leons Massacre)
- 2019: Attitude (Leons Massacre)
- 2019: Helmsman (Leons Massacre)
- 2019: Closure (Leons Massacre)
- 2021: This Earth Is Priceless 2021 (Leons Massacre)
- 2023: Gravity (Leons Massacre)
- 2023: Downfall ft. Lukas Mantsch of All Faces Down (Leons Massacre)